# Liste der Kulturdenkmäler in Hargesheim
In der Liste der Kulturdenkmäler in Hargesheim sind alle Kulturdenkmäler der rheinland-pfälzischen Ortsgemeinde Hargesheim aufgeführt. Grundlage ist die Denkmalliste des Landes Rheinland-Pfalz (Stand: 2. August 2023).

## Einzeldenkmäler
| Bezeichnung                        | Lage                   | Baujahr | Beschreibung | Bild            |
| ---------------------------------- | ---------------------- | ------- | --- | --------------- |
| Grundschule                        | Hunsrückstraße 58 Lage | um 1910 | Heimatstil, um 1910 | BW              |
| Evangelische Kirche und Sängerheim | Kirchstraße 13/15 Lage | 1730/31 | Doppelkirche, barocker Saalbau, bezeichnet 1730/31; heutiges Sängerheim ursprünglich die katholische Kirche St. Valentin | BW              |
| Kriegerdenkmal                     | Lindenstraße Lage      | 1911    | Kriegerdenkmal 1870/71; Obelisk mit Bildnismedaillon Kaiser Wilhelms II., 1911                                           | Fotos hochladen |